# Strada M05 (Ucraina)
La strada M05 (in ucraino Автошлях M05?, Avtošljak M05) è una strada ucraina che unisce la capitale Kiev con il porto di Odessa, nel sud-ovest del paese.
Dotata di due carreggiate per tutta l'interezza del suo tracciato, forma parte della strada europea E95.